# Casimir Gnanadickam
Casimir Gnanadickam S.J. (1925 - 1993) là một Giám mục người Ấn Độ của Giáo hội Công giáo Rôma. Ông từng đảm nhận vai trò Tổng giám mục chính tòa Tổng giáo phận Madras and Mylapore và Chủ tịch Hội đồng Giám mục Ấn Độ [C.C.B.I.] trước khi đột ngột qua đời. Trước khi đến Madras and Mylapore, Giám mục này cũng từng đảm nhiệm vai trò không kém quan trọng khác là Tổng giám mục chính tòa Tổng giáo phận Madurai.

## Tiểu sử
Tổng giám mục Casimir Gnanadickam sinh ngày 25 tháng 4 năm 1925, tại Suranam, thuộc Ấn Độ. Sau quá trình tu học dài hạn tại các cơ sở chủng viện theo quy định của Giáo luật, ngày 28 tháng 7 năm 1957, Phó tế Gnanadickam, 32 tuổi, tiến đến việc được truyền chức linh mục. Tân linh mục cũng là thành viên của Dòng Tên [ký hiệu là S.J.]. Tuy nhiệ, đến tận ba năm sau khi được truyền chức linh mục, ông mới khấn trọng vào dòng này, vào ngày 15 tháng 8 năm 1960.
Sau 27 năm với các công việc mục vụ trên năng quyền của một linh mục, ngày 3 tháng 12 năm 1984, tin tức từ Tòa Thánh loan báo việc Giáo hoàng đã xác nhận việc tuyển chọn linh mục Casimir Gnanadickam, 59 tuổi, vào Giám mục đoàn Công giáo Hoàn vũ, với vị trí được trao phó là Tổng giám mục chính tòa Tổng giáo phận Madurai. Lễ tấn ohong cho vị giám mục tân cử được tổ chức sau đó khá lâu, vào ngày 16 tháng 6 năm 1985, với phần nghi thức truyền chức chính yếu được cử hành cách trọng thể bởi 3 giáo sĩ cấp cao. Chủ phong cho tân giám mục là Tổng giám mục Justin Diraviam, Nguyên Tổng giám mục Mudurai. Hai vị còn lại,vơi1 vai trò phụ phpng, gồm có Tổng giám mục Anthony Rayappa Arulappa, Tổng giám mục Tổng giáo phận Madras and Mylapore (Meliapor) và Giám mục Thomas Fernando, Giám mục chính tòa Giáo phận Tiruchirapalli.
Công việc của Tổng giám mục Gnanadickam tại Madurai cũng kết thúc cách đột ngột chỉ sau gần 2 năm sau khi tấn phong, Tòa Thánh quyết định thuyên chuyển nhiệm sở đối với ông, cụ thể chuyển đến Tổng giáo phận Madras and Mylapore (Meliapor), với vị trí tương đương như cũ là Tổng giám mục chính tòa. Tin tức này được lan truyền cách rộng rãi bằng những phương tiện truyền thông Tòa Thánh vào ngày 26 tháng 1 năm 1987.
Chỉ sau 6 năm tại Madras and Mylapore (Meliapor), Tổng giám mục Casimir Gnanadickam đột ngột qua đời ở tuổi 68 vào ngày 10 tháng 11 năm 1993. Ngoài các chức danh mà Tòa Thánh bổ nhiệm, ông còn đảm trách vị trí Phó Chủ tịch Hội đồng Giám mục Ấn Độ [C.C.B.I.] từ năm 1993 cho đến khi đột ngột qua đời.